# Cebanico
Cebanico – gmina w Hiszpanii, w prowincji León, w Kastylii i León, o powierzchni 89,75 km². W 2011 roku gmina liczyła 186 mieszkańców.